# 1912 год в истории железнодорожного транспорта

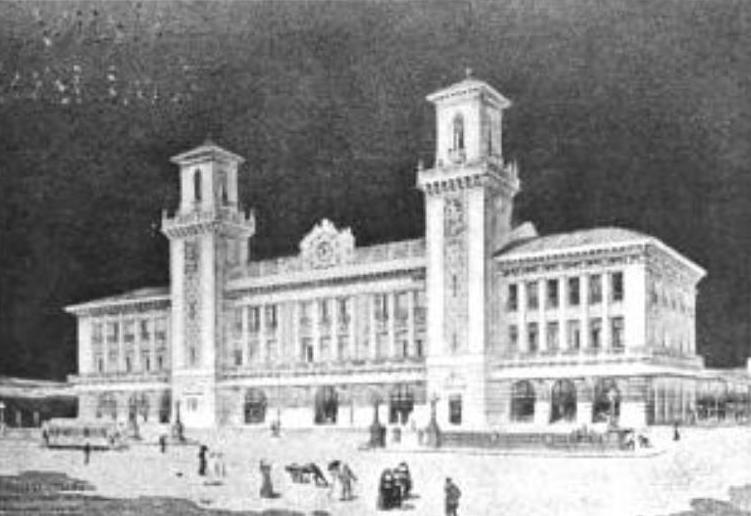
Рисунок Центрального вокзала Гаваны, сделанный примерно в 1912 году

1912 год в истории железнодорожного транспорта

## События
- В России Ломоносовым Ю.В. основана первая в мире «Контора опытов над типами паровозов», в которой были разработаны методики обязательных испытаний образцов локомотивов перед организацией серийного производства, что положило начало проведению плановых тяговых испытаний.[1]
- 16 апреля — Циркуляром Управления железных дорог Министерства путей сообщения была введена разработанная профессором Ю. В. Ломоносовым единая система обозначения серий паровозов.
- Издан первый в России учебник «Электрическая тяга».[1]
- На территории Бенина построена первая железнодорожная линия Котону — Саве.[1]
- На территории современной Ливии в ходе Итало-турецкой войны итальянцами были построены первые железные дороги[2].
- Основан Ярославский электровозоремонтный завод.

## Новый подвижной состав
- В России освоен выпуск паровозов серии Э.